# Rue des Cordiers (Strasbourg)
Ne doit pas être confondu avec Rue des Cordiers.
La rue des Cordiers (en alsacien : Seilergass) est une voie de Strasbourg rattachée administrativement au quartier Centre, qui va de la place du Marché-aux-Cochons-de-Lait, à l'angle de la rue du  Maroquin, jusqu'à la rue de Rohan, après avoir croisé la rue du Dévidoir. Elle longe la façade arrière du musée de l'Œuvre Notre-Dame et se trouve dans un secteur piétonnier.

## Toponymie

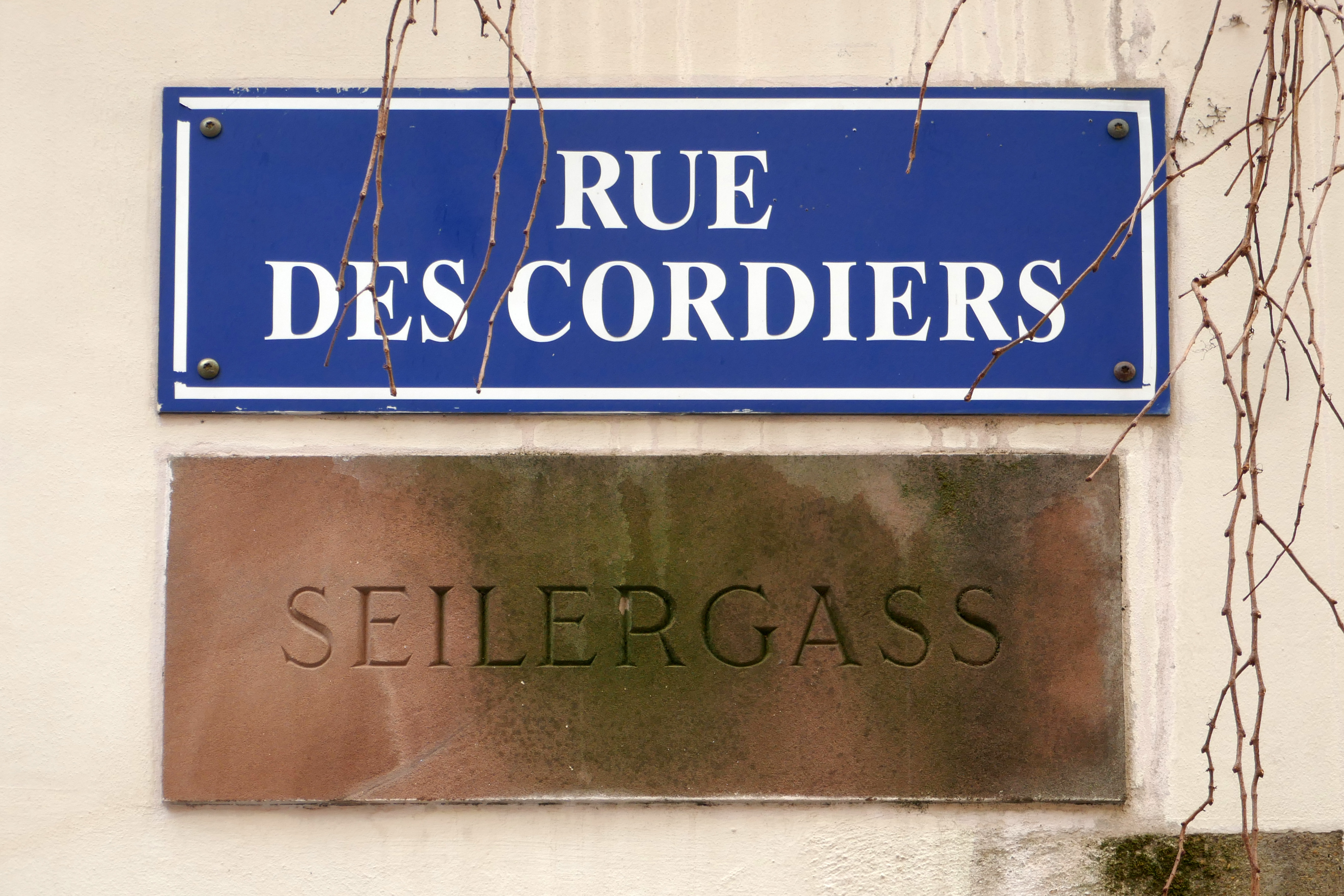
Plaque bilingue, en français et en alsacien.

Comme la rue du Dévidoir qui lui est perpendiculaire, la rue des Cordiers perpétue le souvenir des ateliers et des échoppes de cordiers dans le quartier, où se trouvait le poêle de la Corporation des Cordiers (Zur Seilerhaspel).
Autour de ce thème, la rue a connu différentes dénominations, en allemand ou en français : Flahsgasse (1239), Flahsgesselin (1278), Seilergasse (1348, 1872, 1940), rue des Cordiers (1733, 1817, 1918, 1945), rue du Lin (1730), mais également rue du Faisceau (emblème révolutionnaire, en 1794). Flahs est une déformation de Flachs (« lin »).
Des plaques de rues bilingues, à la fois en français et en alsacien, ont été mises en place par la municipalité à partir de 1995. C'est le cas de la Seilergass.

## Bâtiments remarquables
La rue a subi de graves dommages pendant la Seconde Guerre mondiale, particulièrement lors du bombardement du 11 août 1944. Les maisons ont été en grande partie reconstruites après la guerre.
- no 1 : La maison à colombages, qui fait partie du complexe de l'Œuvre Notre-Dame, serait datée de 1672[5].
- no 3 : C'est la façade arrière d'un bâtiment du musée de l'Œuvre Notre-Dame. La date 1585 est gravée sur le mur[6].
- no 6 : Une porte d'entrée, dotée d'un chambranle à crossettes et d'un arc surbaissé caractéristiques de la première moitié du XVIIIe siècle, permet aux visiteurs d'accéder aux ateliers de la cathédrale[7].

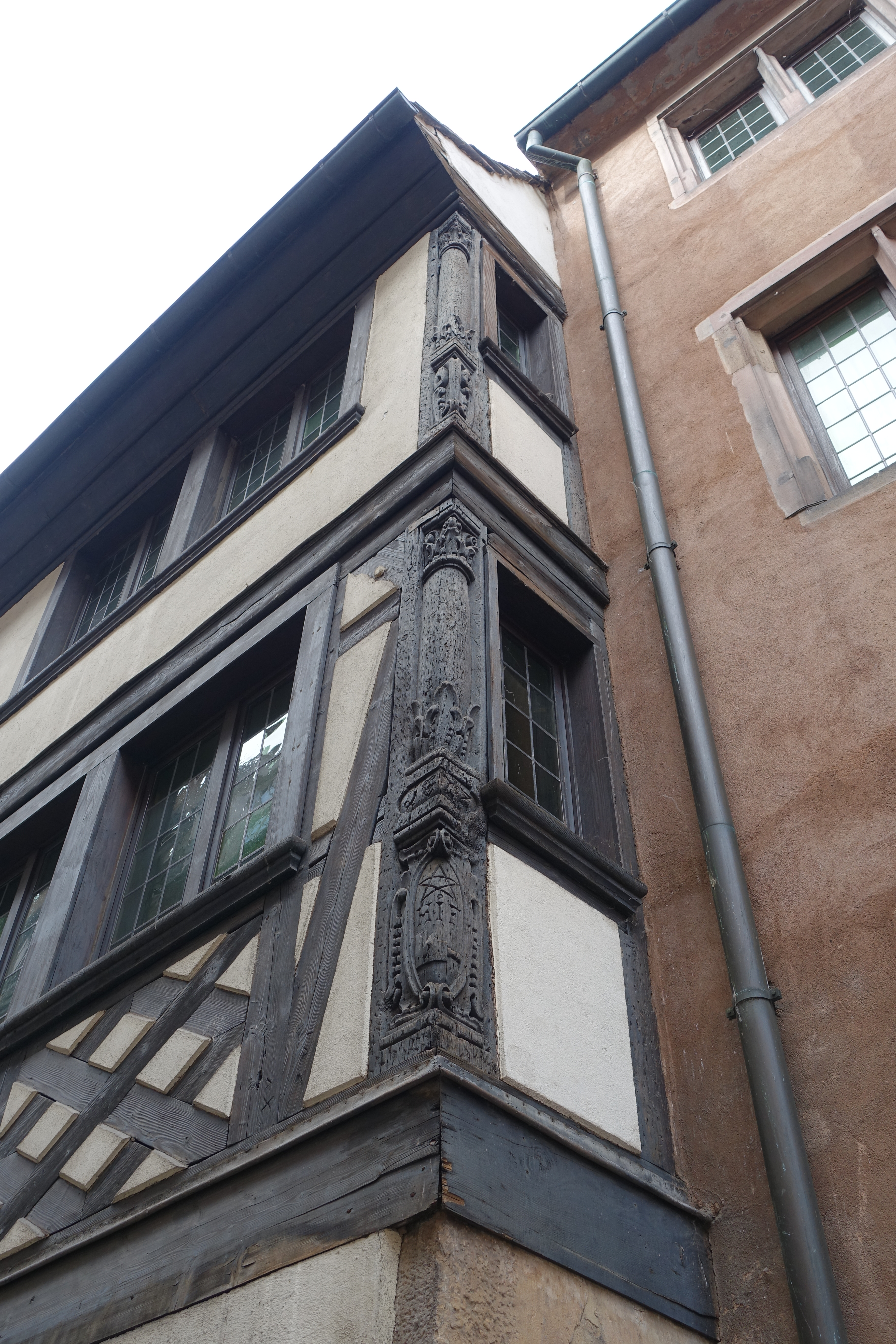
Maison à colombages (no 1).
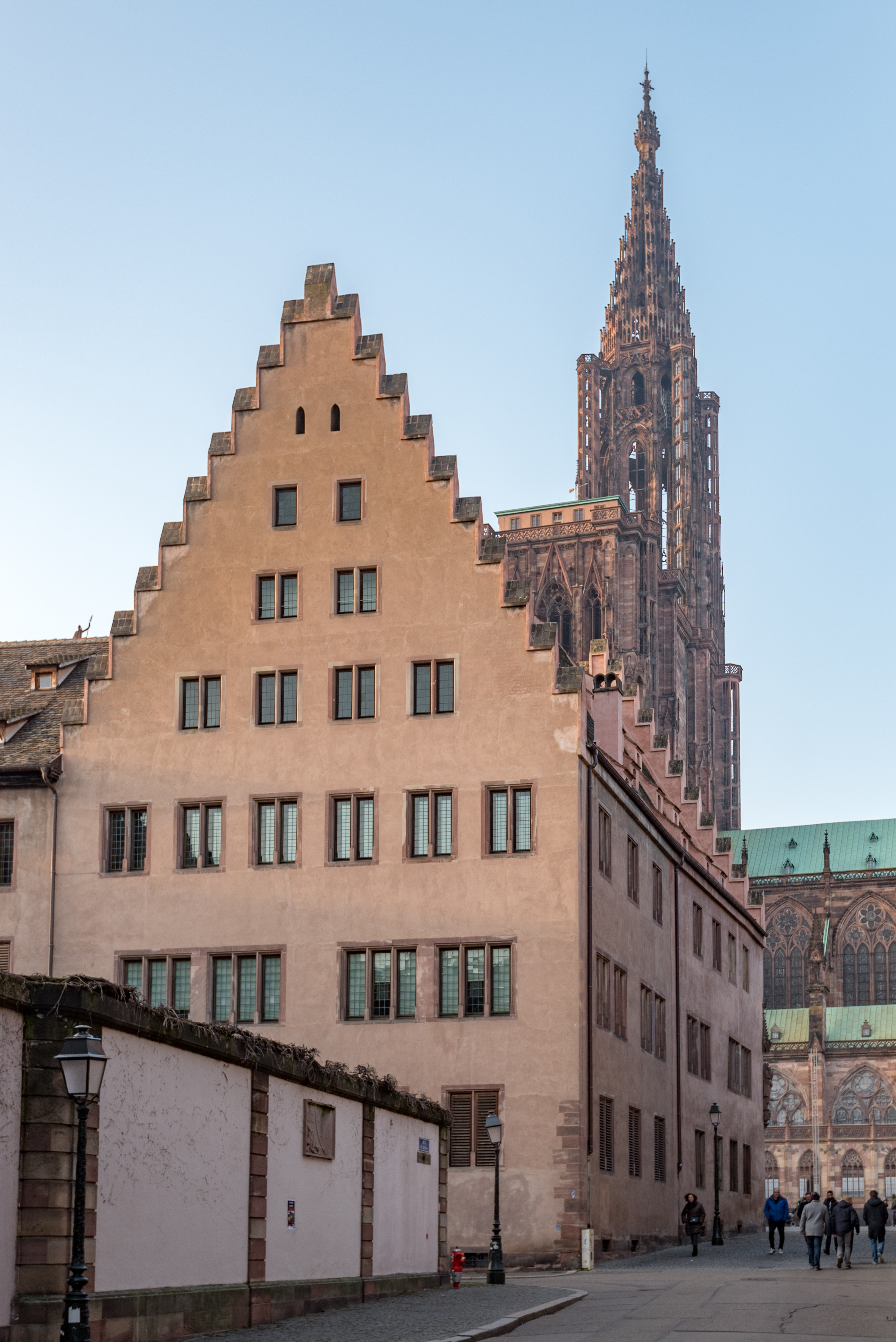
Angle avec la rue de Rohan (no 3).
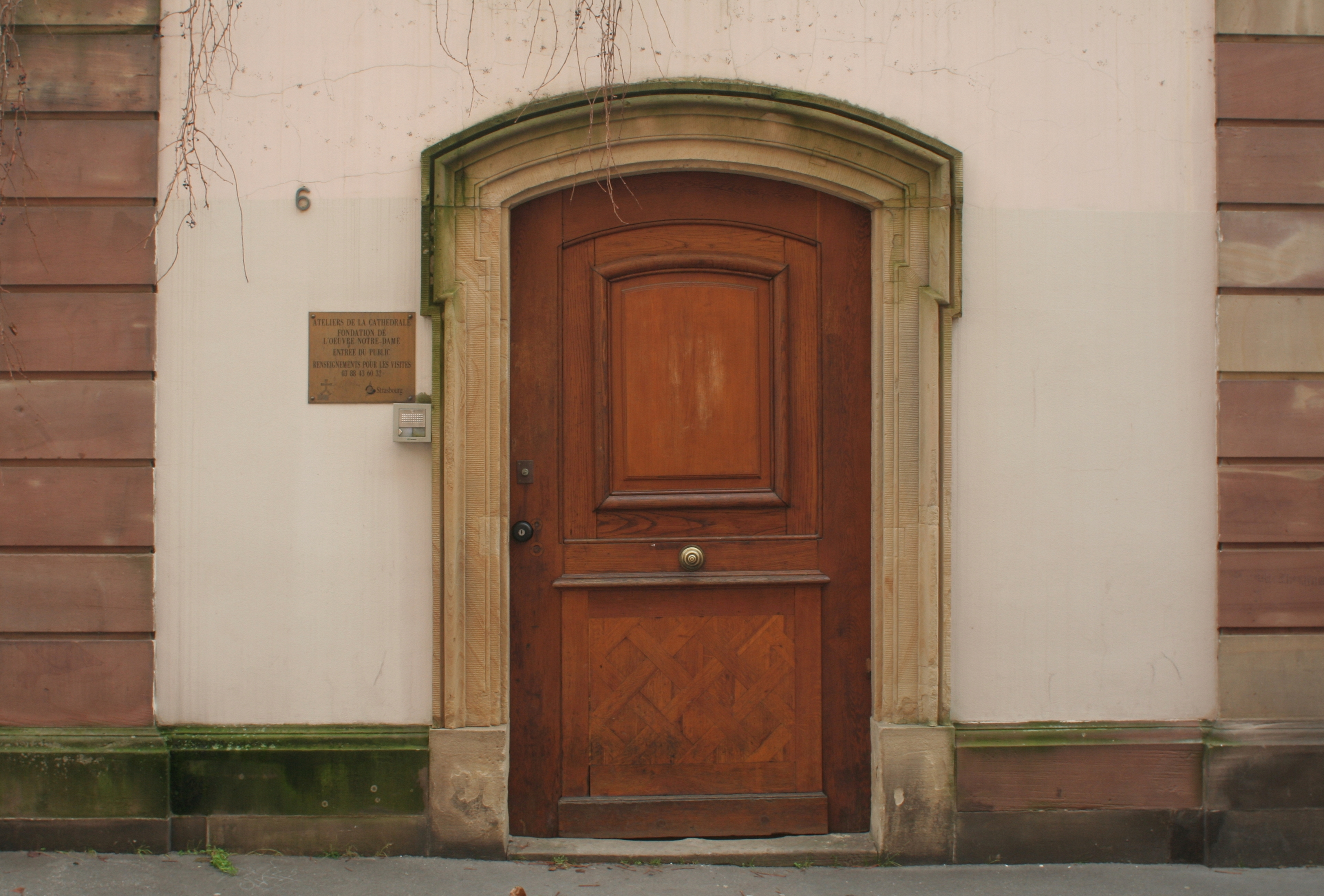
Entrée des visiteurs des ateliers de la cathédrale(no 6).